# 제네시스 G70
제네시스 G70(Genesis G70)은 제네시스에서 판매 생산하는 후륜구동 기반 중형 스포츠 세단 및 스테이션 왜건이며, 제네시스 브랜드의 구축 이후 2번째로 개발된 차종이다. 기아 스팅어와 후륜구동 플랫폼을 공유한다.

## 1세대(IK) (기아 스팅어와 형제차)

### G70(2017년9월~2020년10월)

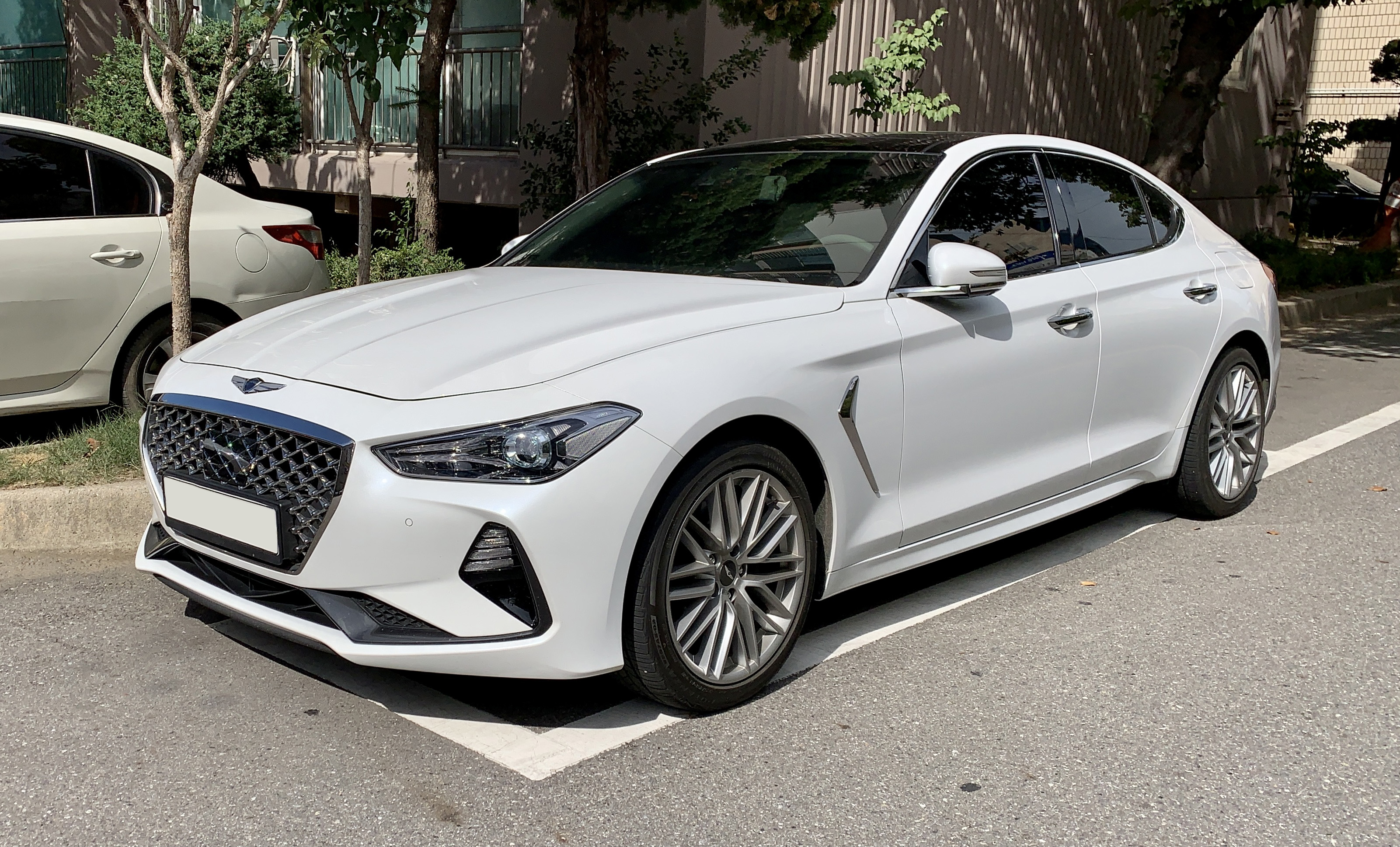
제네시스 G70 정측면

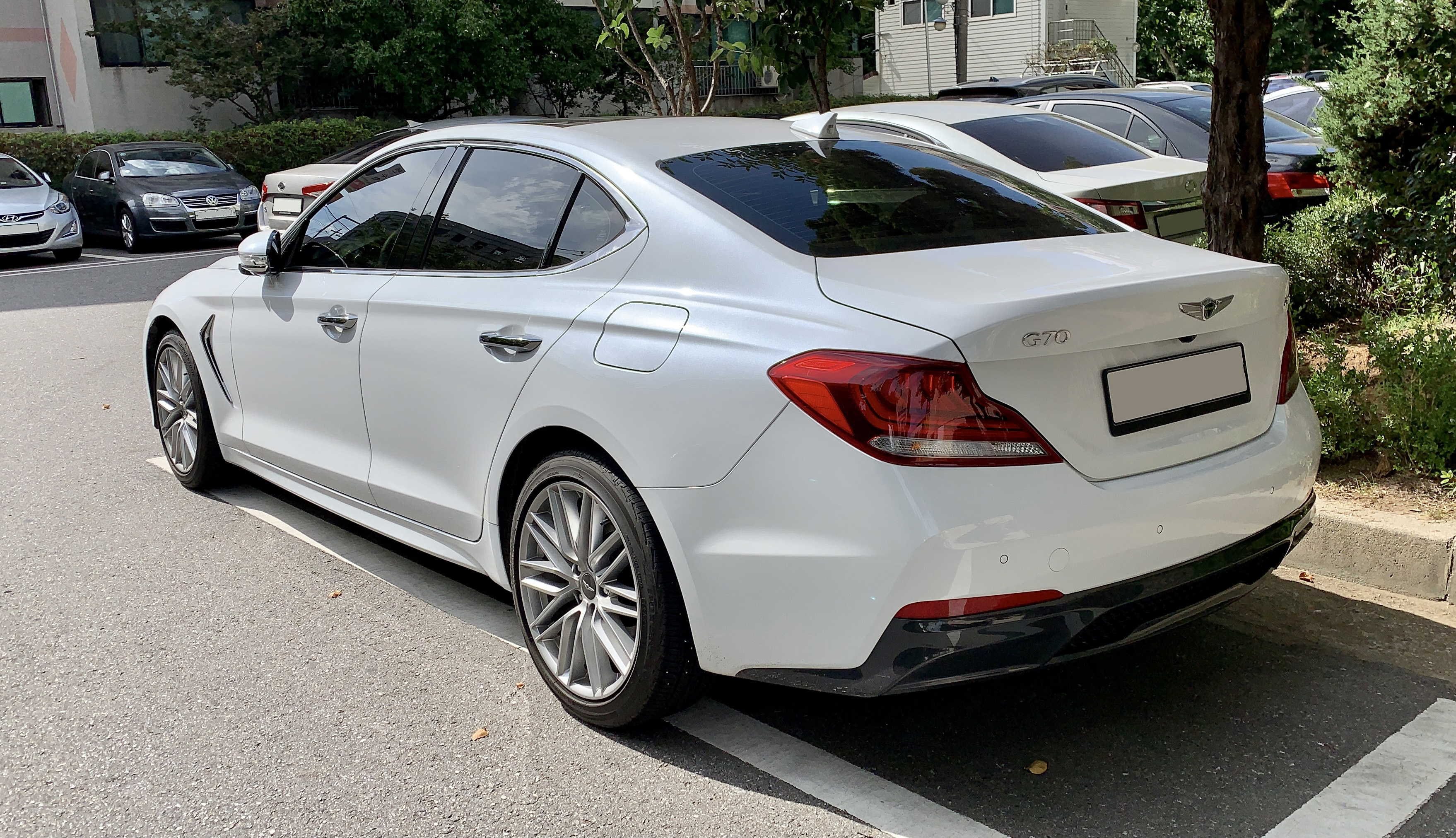
제네시스 G70 후측면

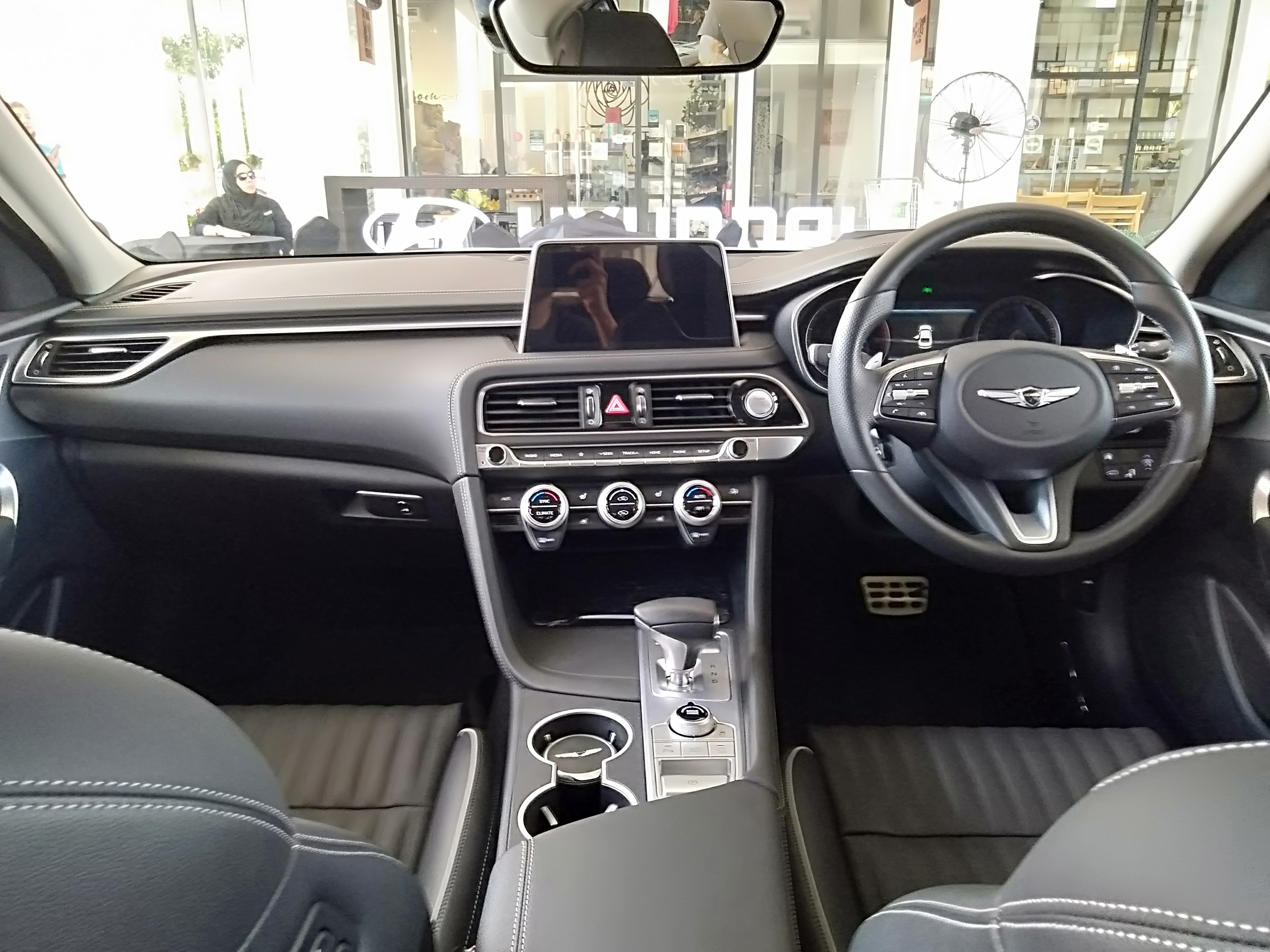
실내

2017년 9월 20일에 출시되었다. 메쉬 타입 대형 크레스트 라디에이터 그릴은 강인한 느낌을 주고, 긴 후드와 짧은 프런트 오버행 등으로 역동적인 이미지를 극대화하였다. 끝 단이 치켜 올라간 트렁크 리드와 날렵한 형상의 범퍼 역시 전형적인 스포츠 세단의 형태를 갖추었다. 외장 컬러는 균일한 알루미늄 입자와 고채도 유색 컬러층을 분리해서 도장하는 신규 공법을 도입하여 채도와 휘도를 극대화하고, 넘치는 생동감을 구현하였다. 리얼 알루미늄 도어 트림 가니쉬, 메탈 스피커 그릴 등 내장 곳곳에 리얼 소재를 확대 운영하여 고급스러움을 더하였다. 기본 적용되는 7인치 TFT LCD 클러스터는 엔진 오일 온도 게이지, 토크 게이지, 터보 부스트 게이지, 베스트 랩과 최근 갱신한 3개의 랩 타임까지 보여주는 랩 타이머, 중력 가속도의 G값을 표시해주는 G-force 미터까지 제공된다. 엔진 사운드 이퀄라이징 기술인 액티브 사운드 디자인(ASD)이 기본 적용되어 주행 감성을 극대화하였다. 초고장력 강판을 확대 적용하여 차체 강도를 증가시켰으며, 구조용 접착제 확대 적용, 결합 구조 강화를 통하여 최고 수준의 차체 강도를 실현하였다. 또한 후드, 프런트 범퍼 빔, 엔진 룸 스트럿트, 디퍼렌셜 하우징, 로어 컨트롤 암에 알루미늄을 사용하여 경량화하였다. 2.2L R e-VGT 엔진, 2.0L 세타 Ⅱ T-GDi 엔진, 3.3L 람다 T-GDi 엔진 등이 적용된다. 랙 구동형 전동식 파워 스티어링 시스템(R-MDPS)에 가변 기어비 스티어링(VGR)이 적용되어 정교하면서 민첩한 핸들링을 구현하였고, 미끄러운 노면에서의 구동력 향상을 위한 기계식 차동 기어 제한 장치(M-LSD)가 적용되었다. 4륜구동은 H 트랙 전자식 구동 시스템의 다이내믹 토크 벡터링 시스템을 통하여 각 바퀴의 제동력과 토크를 가변 제어하여 코너링 또는 급제동, 급가속 시 차량을 효율적으로 제어한다. 공기 저항을 최소한 디자인으로 공력 성능을 항샹시켰고, 차체 하부에 풀 언더 커버를 장착하여 최고 수준의 공기 저항 계수(Cd)인 0.28을 확보하였다. 주행 모드는 운전자의 취항과 주행 환경에 맞게 컴포트, 에코, 스포츠, 스마트, 커스텀 등 5가지 모드를 센터 콘솔에 위치한 노브로 조정할 수 있다. 전자 제어 스포츠 서스팬션은 노면과 운전 조건에 따라서 쇼크 업소버의 감쇠력을 가변 제어하여 주행 성능과 안락성을 동시에 확보한다. 타이어의 경우 17·18인치는 4계절용 브리지스톤 포텐자 RE97AS-02가 전륜 225/50R17 및 후륜 225/45R18 사이즈로 적용되었고, 19인치는 여름용 UHP인 미쉐린 파일럿 스포츠 4가 전륜 225/40R19 및 후륜 255/35R19 사이즈로 적용되었다. 2018년 10월 17일에는 전동식 파워 트렁크와 12.3인치 3D 클러스터 등이 추가된 2019년형이 선보였고, 같은 해 12월에는 계 최고의 자동차 전문지로 평가 받는 미국의 모터트렌드로부터 선정한 2019년 올해의 차에 선정되었다.

#### 라인업
| 구분 | G70 2.2L VGT             | G70 2.0L 세타 II T-GDI                 | G70 3.3L V6 람다 II T-GDI                                       |
| ---- | ------------------------ | -------------------------------------- | --------------------------------------------------------------- |
| G70  | 어드밴스드 슈프림 엘리트 | 어드밴스드 슈프림 엘리트 스포츠 패키지 | 스포츠 어드밴스드 스포츠 슈프림 스포츠 엘리트 스포츠 프레스티지 |

#### 제원
| 구분                 | L4 2.0L 세타 Ⅱ T-GDi                                                                     | L4 2.0L 세타 Ⅱ T-GDi                                                                    | L4 2.2L R e-VGT                                                                            | L4 2.2L R e-VGT                                                                            | V6 3.3L 람다 II T-GDi                      | V6 3.3L 람다 II T-GDi                      |
| -------------------- | ---------------------------------------------------------------------------------------- | --------------------------------------------------------------------------------------- | ------------------------------------------------------------------------------------------ | ------------------------------------------------------------------------------------------ | ------------------------------------------ | ------------------------------------------ |
| 전장 (mm)            | 4,685                                                                                    | 4,685                                                                                   | 4,685                                                                                      | 4,685                                                                                      | 4,685                                      | 4,685                                      |
| 전폭 (mm)            | 1,850                                                                                    | 1,850                                                                                   | 1,850                                                                                      | 1,850                                                                                      | 1,850                                      | 1,850                                      |
| 전고 (mm)            | 1,400                                                                                    | 1,400                                                                                   | 1,400                                                                                      | 1,400                                                                                      | 1,400                                      | 1,400                                      |
| 축거 (mm)            | 2,835                                                                                    | 2,835                                                                                   | 2,835                                                                                      | 2,835                                                                                      | 2,835                                      | 2,835                                      |
| 윤거 (전, mm)        | 1,596(R18) 1,596(R19)                                                                    | 1,596(R18) 1,596(R19)                                                                   | 1,592(R17) 1,596(R18)                                                                      | 1,592(R17) 1,596(R18)                                                                      | 1,596(R19)                                 | 1,596(R19)                                 |
| 윤거 (후, mm)        | 1,632(R18) 1,604(R19)                                                                    | 1,632(R18) 1,604(R19)                                                                   | 1,628(R17) 1,632(R18)                                                                      | 1,628(R17) 1,632(R18)                                                                      | 1,604(R19)                                 | 1,604(R19)                                 |
| 승차 정원            | 5명                                                                                      | 5명                                                                                     | 5명                                                                                        | 5명                                                                                        | 5명                                        | 5명                                        |
| 변속기               | 자동 8단                                                                                 | 자동 8단                                                                                | 자동 8단                                                                                   | 자동 8단                                                                                   | 자동 8단                                   | 자동 8단                                   |
| 서스펜션 (전/후)     | 맥퍼슨 스트럿/멀티 링크                                                                  | 맥퍼슨 스트럿/멀티 링크                                                                 | 맥퍼슨 스트럿/멀티 링크                                                                    | 맥퍼슨 스트럿/멀티 링크                                                                    | 맥퍼슨 스트럿/멀티 링크                    | 맥퍼슨 스트럿/멀티 링크                    |
| 구동 형식            | 후륜 구동 4륜 구동                                                                       | 후륜 구동 4륜 구동                                                                      | 후륜 구동 4륜 구동                                                                         | 후륜 구동 4륜 구동                                                                         | 후륜 구동 4륜 구동                         | 후륜 구동 4륜 구동                         |
| 엔진 형식            | G4KL                                                                                     | G4KL                                                                                    | D4HC                                                                                       | D4HC                                                                                       | G6DP                                       | G6DP                                       |
| 연료                 | 가솔린                                                                                   | 가솔린                                                                                  | 디젤                                                                                       | 디젤                                                                                       | 가솔린                                     | 가솔린                                     |
| 배기량 (cc)          | 1,998                                                                                    | 1,998                                                                                   | 2,199                                                                                      | 2,199                                                                                      | 3,342                                      | 3,342                                      |
| 최고 출력 (ps/rpm)   | 252/6,200(프리미엄 연료) 255/6,200(스포츠 패키지 트림)                                   | 252/6,200(프리미엄 연료) 255/6,200(스포츠 패키지 트림)                                  | 202/3,800                                                                                  | 202/3,800                                                                                  | 370/6,000(프리미엄 연료)                   | 370/6,000(프리미엄 연료)                   |
| 최대 토크 (kg*m/rpm) | 36.0/1,400 ~ 4,000(프리미엄 연료)                                                        | 36.0/1,400 ~ 4,000(프리미엄 연료)                                                       | 45.0/1,750 ~ 2,750                                                                         | 45.0/1,750 ~ 2,750                                                                         | 52.0/1,300 ~ 4,500(프리미엄 연료)          | 52.0/1,300 ~ 4,500(프리미엄 연료)          |
| 연료 탱크 용량 (L)   | 60                                                                                       | 60                                                                                      | 60                                                                                         | 60                                                                                         | 60                                         | 60                                         |
| 요소수 탱크 용량 (L) | -                                                                                        | -                                                                                       | 14 (이후 18로 변경)                                                                        | 14 (이후 18로 변경)                                                                        | -                                          | -                                          |
| 공차 중량 (kg)       | 1,595(18인치 휠)/ 1,630(19인치 휠)                                                       | 1,665(18인치 휠)/ 1,695(19인치 휠)                                                      | 1,690(17인치 휠)/ 1,710(18인치 휠)                                                         | 1,765(17인치 휠)/ 1,785(18인치 휠)                                                         | 1,705(19인치 휠)                           | 1,775(19인치 휠)                           |
| 연비 (km/L)          | 도심 9.4/고속 12.8/복합 10.7(2WD 18인치 휠)/ 도심 9.2/고속 12.4/복합 10.4(2WD 19인치 휠) | 도심 8.8/고속 12.0/복합 10.0(AWD 18인치 휠)/ 도심 8.4/고속 11.3/복합 9.5(AWD 19인치 휠) | 도심 13.5/고속 17.9/복합 15.2(2WD 18인치 휠)/ 도심 13.1/고속 16.7/복합 14.5(2WD 19인치 휠) | 도심 12.2/고속 15.7/복합 13.6(AWD 18인치 휠)/ 도심 12.2/고속 15.6/복합 13.5(AWD 19인치 휠) | 도심 7.9/고속 10.6/복합 9.0(2WD 19인치 휠) | 도심 7.4/고속 10.5/복합 8.6(AWD 19인치 휠) |
| Co2 배출량 (g/km)    | 156(18인치 휠)/ 161(19인치 휠)                                                           | 168(18인치 휠)/ 177(19인치 휠)                                                          | 124(17인치 휠)/ 130(18인치 휠)                                                             | 140(17인치 휠)/ 141(18인치 휠)                                                             | 188(19인치 휠)                             | 197(19인치 휠)                             |

### 더 뉴 G70(2020년10월~ 현재)
2020년 10월 20일에 출시되었다. 전면부는 낮게 위치한 크레스트 그릴과 두 줄 디자인의 쿼드램프가 적용되었다. 측면부는 긴 후드와 짧은 전방 오버행, 공력 효율에 최적화된 사이드 벤트와 신규 G70 전용 휠을 적용했다. 후면부는 쿼드램프 및 듀얼 머플러, 차체와 동일한 색상의 디퓨저(Diffuser)를 통해 고성능 세단의 모습을 표현했다. 실내는 10.25인치 인포테인먼트 시스템, 스마트폰 무선충전 시스템 등이 적용되었으며, 앞 유리와 1열 창문에 이중접합 차음유리를 적용해 실내 정숙성을 개선했다. 내비게이션 기반 스마트 크루즈 컨트롤, 차로 유지 보조, 전방 주차 거리 경고, 후진 가이드 램프, 레인 센서 등 기본 적용되었다. 색상은 본드 실버, 베르비에 화이트, 멜버른 그레이, 세도나 브라운, 태즈먼 블루 등 총 14가지이다.
2.2리터 커먼레일 디젤 모델은 2021년 10월 21일을 마지막으로 생산이 중단됐다.
2023년 5월 19일에 부분변경 모델을 출시했으며, 기아 스팅어처럼 252마력 2.0리터 가솔린 터보 엔진을 304마력 2.5리터 가솔린 터보 엔진으로 대체했다.

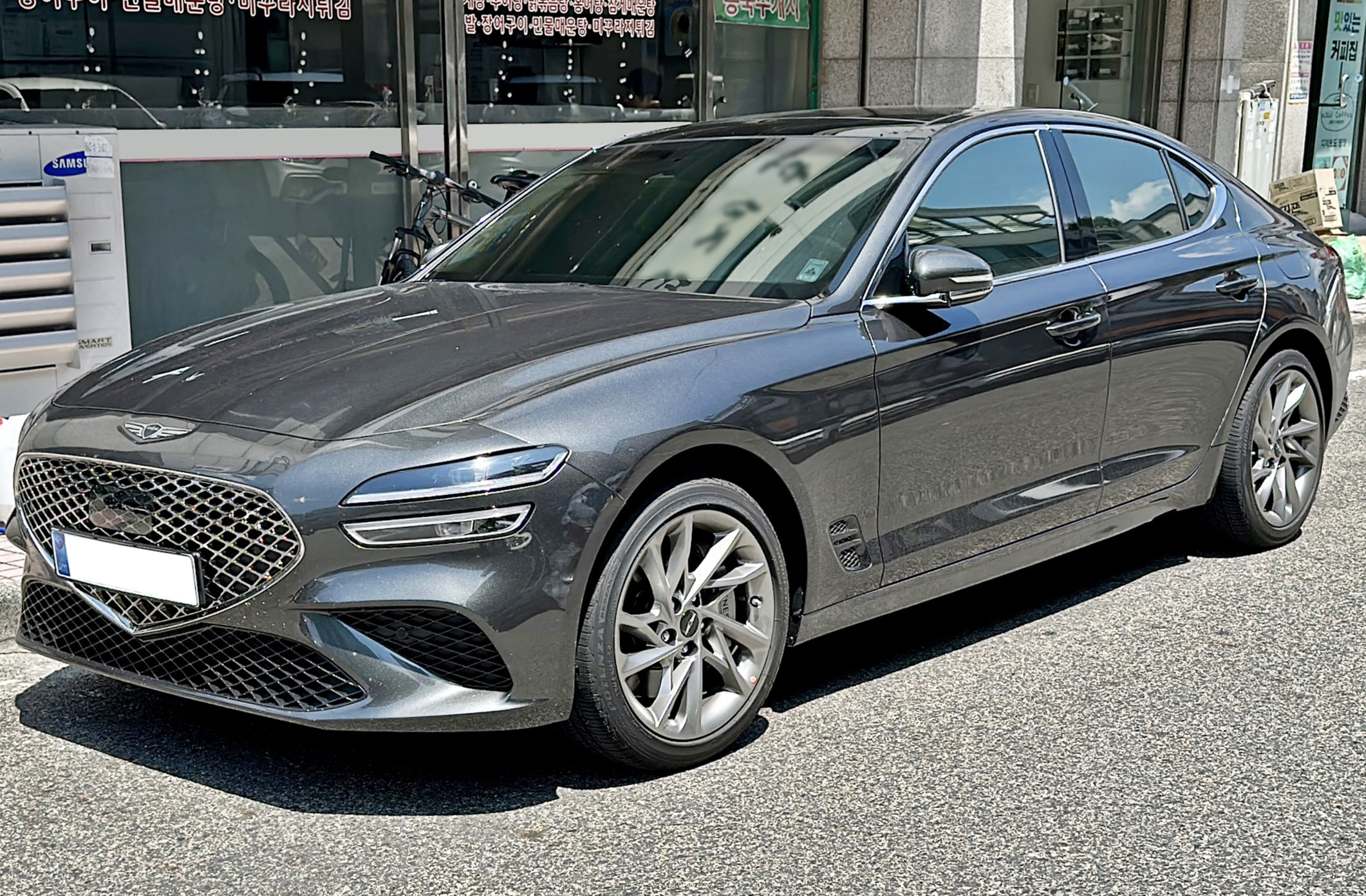
G70 페이스리프트 전측면
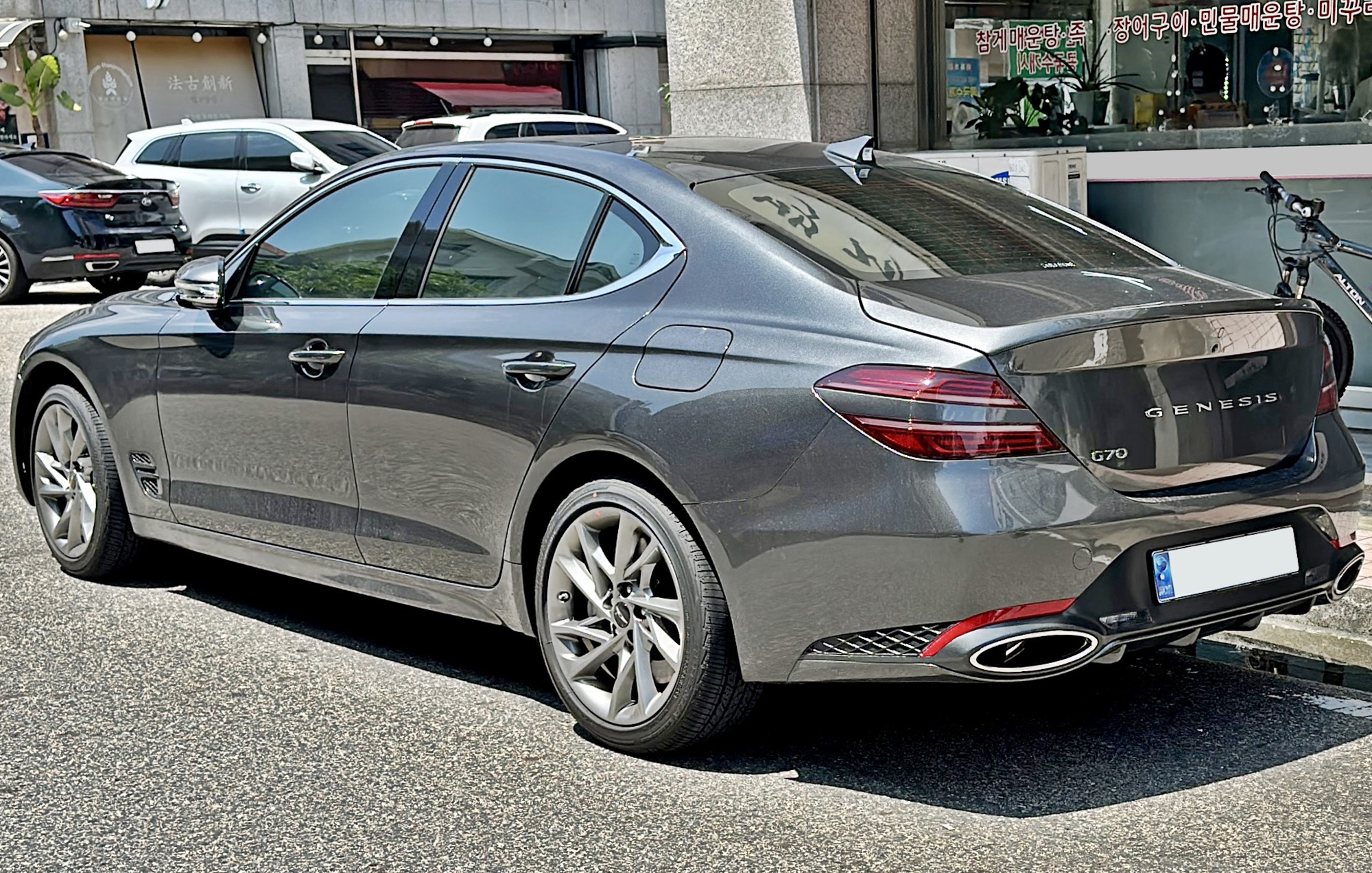
G70 페이스리프트 후측면
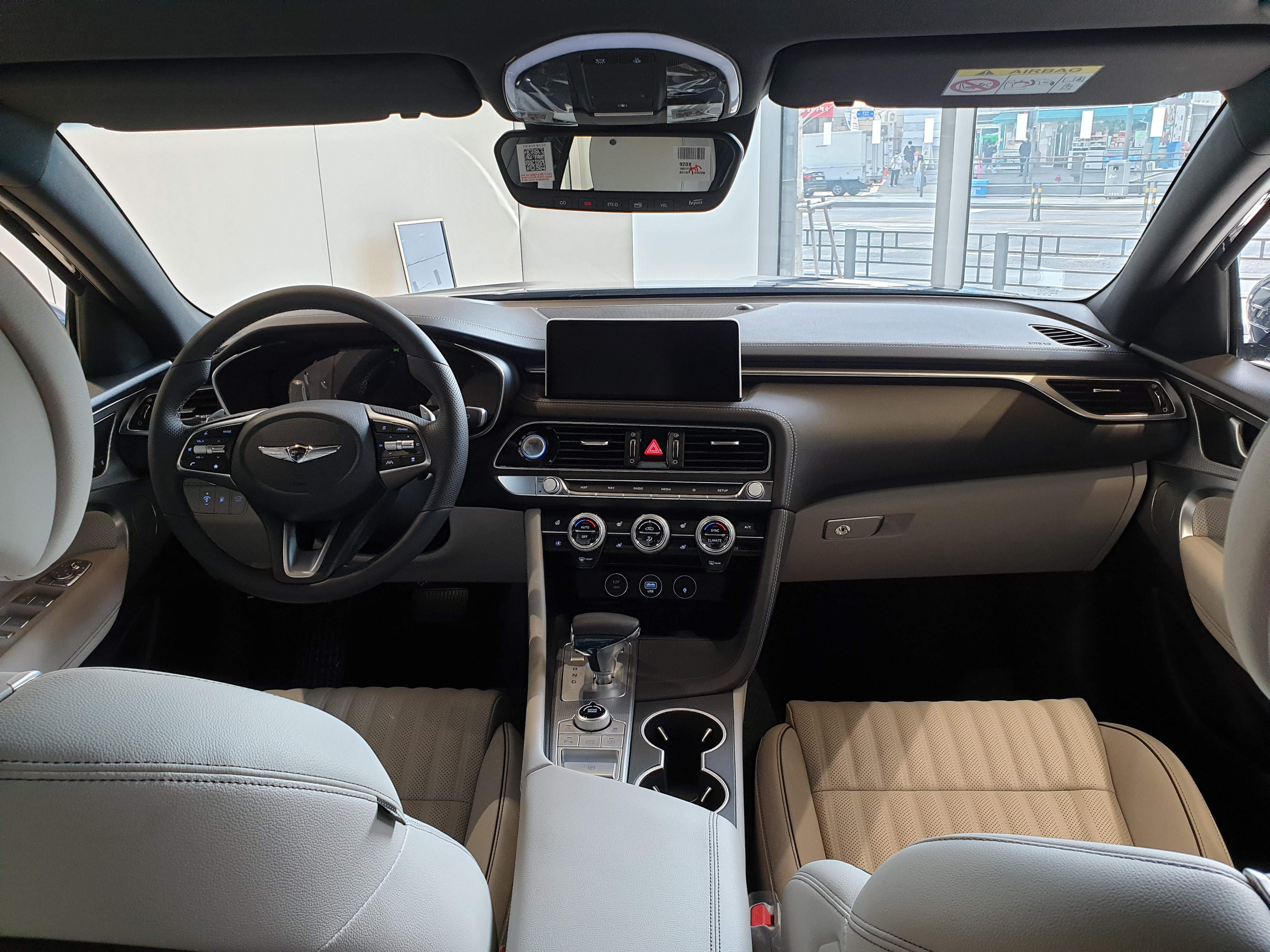
실내

#### 제원
| 구분                 | 2.0L 가솔린 터보   | 2.0L 가솔린 터보   | 2.2L 디젤          | 2.2L 디젤          | 3.3L 가솔린 터보   | 3.3L 가솔린 터보   |
| -------------------- | ------------------ | ------------------ | ------------------ | ------------------ | ------------------ | ------------------ |
| 전장 (mm)            | 4,685              | 4,685              | 4,685              | 4,685              | 4,685              | 4,685              |
| 전폭 (mm)            | 1,850              | 1,850              | 1,850              | 1,850              | 1,850              | 1,850              |
| 전고 (mm)            | 1,400              | 1,400              | 1,400              | 1,400              | 1,400              | 1,400              |
| 축거 (mm)            | 2,835              | 2,835              | 2,835              | 2,835              | 2,835              | 2,835              |
| 윤거 (전, mm)        | 1,596(18″)         | 1,596(18″)         | 1,592(17″)         | 1,592(17″)         | 1,596(19″)         | 1,596(19″)         |
| 윤거 (후, mm)        | 1,632(18″)         | 1,632(18″)         | 1,628(17″)         | 1,628(17″)         | 1,604(19″)         | 1,604(19″)         |
| 변속기               | 자동 8단           | 자동 8단           | 자동 8단           | 자동 8단           | 자동 8단           | 자동 8단           |
| 구동 형식            | 후륜구동           | 후륜구동           | 후륜구동           | 후륜구동           | 후륜구동           | 후륜구동           |
| 엔진 형식            | I4 2.0 T-GDi       | I4 2.0 T-GDi       | I4 2.2 e-VGT       | I4 2.2 e-VGT       | V6 3.3 T-GDi       | V6 3.3 T-GDi       |
| 배기량 (cc)          | 1,998              | 1,998              | 2,199              | 2,199              | 3,342              | 3,342              |
| 최고 출력 (ps/rpm)   | 252/6,200          | 252/6,200          | 202/3,800          | 202/3,800          | 370/6,000          | 370/6,000          |
| 최대 토크 (kg*m/rpm) | 36.0/1,400 ~ 4,000 | 36.0/1,400 ~ 4,000 | 45.0/1,750 ~ 2,750 | 45.0/1,750 ~ 2,750 | 52.0/1,300 ~ 4,500 | 52.0/1,300 ~ 4,500 |
| 연료 탱크 용량 (L)   | 60                 | 60                 | 60                 | 60                 | 60                 | 60                 |

### G70 슈팅 브레이크(2022년6월~ 현재)
2021년 5월 12일, 내외장 이미지가 공개 후 2022년 6월 27일에 공식 출시됐다. 프리미엄과 스포츠 패키지 두 가지 모델로 출시됐다. 스포츠 패키지 모델에는 19인치 미쉐린 타이어 및 스포츠 전용 휠, 스포츠 전용 천연 가죽 시트, 듀얼 머플러 등이 탑재됐다.
기존 G70 모델의 외관에 적재 공간이 확장된 트렁크가 적용됐다. 전면부의 크레스트 그릴은 헤드램프보다 낮은 위치에 적용됐다. 측면부는 고유 실루엣에 후면까지 이어지는 일체형 유리가 적용됐다. 후면부는 쿼드램프를 트렁크 리드 안쪽까지 확장 적용했고, 트렁크 접합부를 전방으로 이동시켜 개방 면적을 확대했다. 추가로 플로팅 타입 스포일러 및 스포일러 타입 보조제동등이 적용됐다. 차량 실내에는 2열 시트 전체를 완전히 접을 수 있는 4:2:4 시트와 G70 세단 대비 40% 커진 465ℓ의 기본 트렁크 공간이 적용돼, 최대 1,535ℓ의 적재 공간을 확보했다. 에코, 컴포트, 스포츠, 스포츠플러스, 커스텀 등 5단계 주행모드, 10 에어백 시스템, 전방 충돌방지 보조, 후석 승객 알림, 차로 유지 보조 등의 기술이 탑재됐으며, 10.25인치 디스플레이와 제네시스 카페이, 음성인식 차량 제어 기술이 추가 적용됐다.
외장 컬러는 캐번디시 레드, 한라산 그린, 카프리 블루 등 총 9종, 내장 컬러는 옵시디언 블랙 모노톤, 옵시디언 블랙/샌드스톰 그레이 투톤 등 총 6종으로 출시됐다.
대한민국 시장에서는 스테이션 왜건의 인기가 적어서 유럽 시장 수출용으로만 생산해 왔으나, 2022년 6월 27일부터 대한민국 내수 판매를 시작했다. 북미 시장에도 슈팅 브레이크를 판매하지 않는다.
제네시스 최초의 스테이션 왜건이며, 대한민국산 스테이션 왜건 중에서는 보기 드문 후륜구동 기반이다.
슈팅 브레이크에는 V6 3.3리터 가솔린 트윈터보 엔진이 적용되지 않는다. 출시 초기에는 252마력 2.0리터 가솔린 터보 엔진만 장착했으며, 2023년 5월 부분변경 후에는 304마력 2.5리터 가솔린 터보 엔진으로 대체된다.

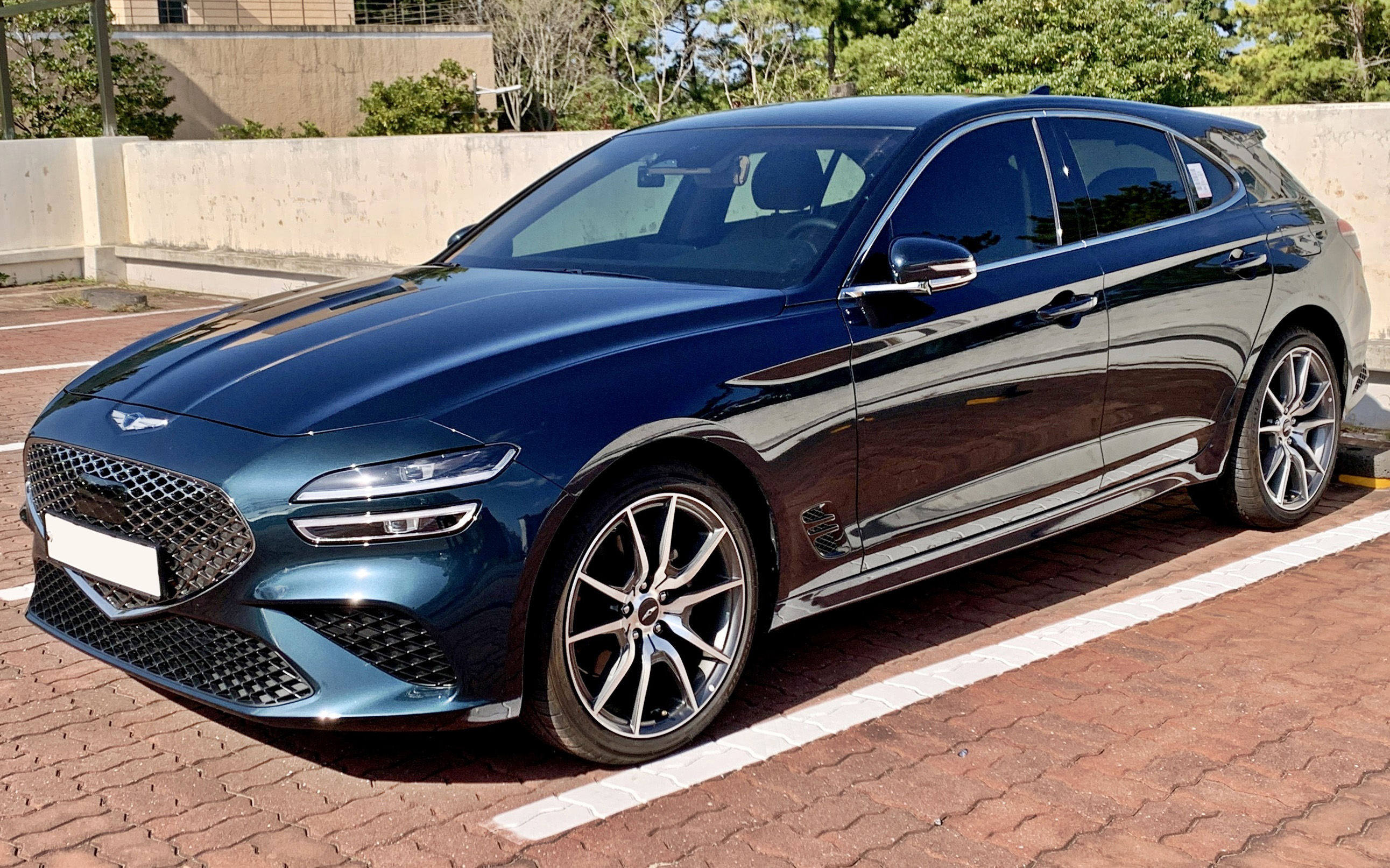
슈팅 브레이크 전측면
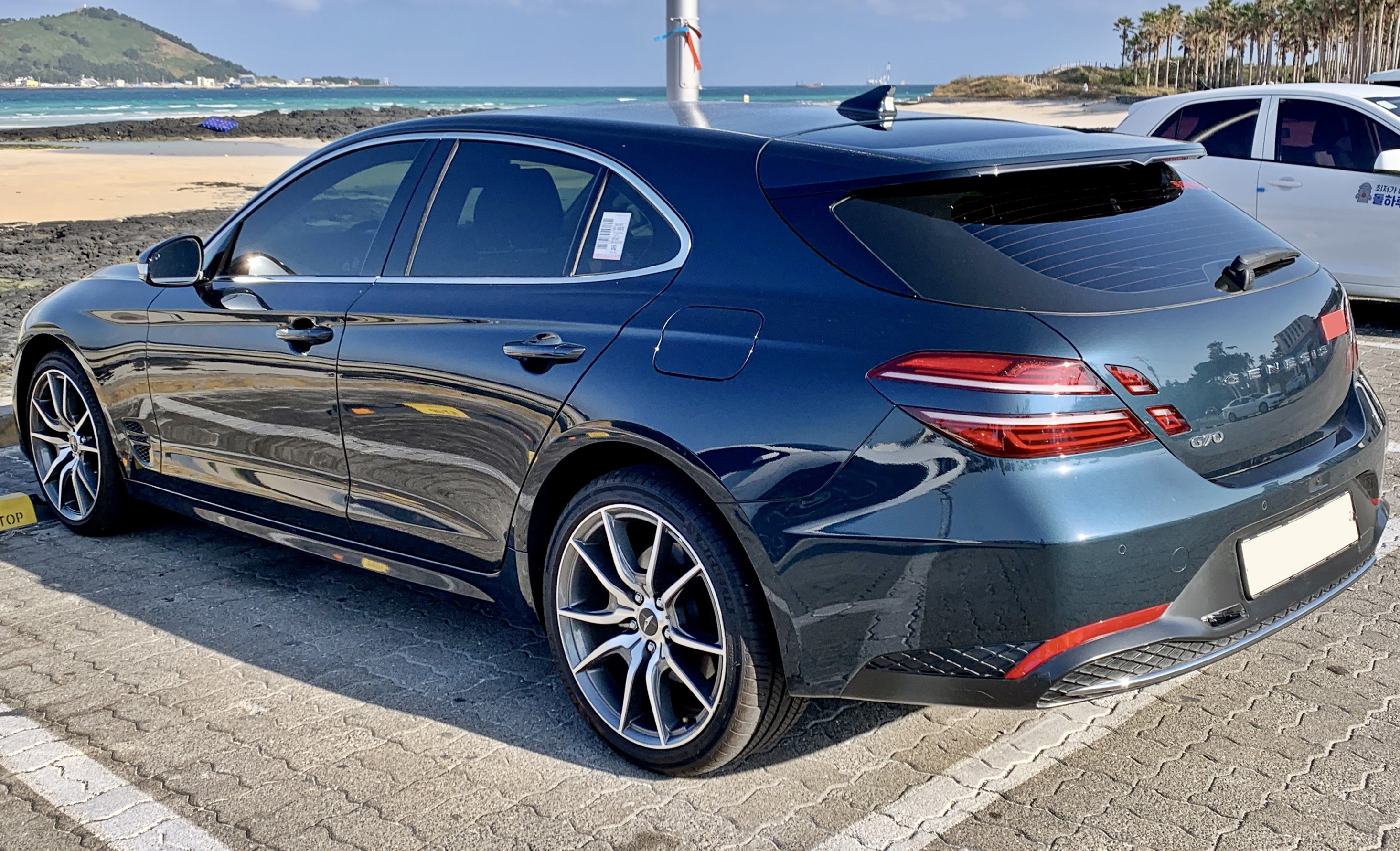
슈팅 브레이크 후측면

#### 제원
| 구분                 | 가솔린 2.0 터보 프리미엄 | 가솔린 2.0 터보 스포츠 패키지 |
| -------------------- | ------------------------ | ----------------------------- |
| 전장 (mm)            | 4,685                    | 4,685                         |
| 전폭 (mm)            | 1,850                    | 1,850                         |
| 전고 (mm)            | 1,400                    | 1,400                         |
| 축거 (mm)            | 2,835                    | 2,835                         |
| 윤거 전 (mm)         | 1,596(18″) / 1,596(19″)  | 1,596(19″)                    |
| 윤거 후 (mm)         | 1,632(18″) / 1,604(19″)  | 1,604(19″)                    |
| 엔진형식 /배터리종류 | I4 2.0 T-GDi             | I4 2.0 T-GDi                  |
| 구동방식             | 2WD / AWD                | 2WD / AWD                     |
| 배기량 (cc)          | 1,998                    | 1,998                         |
| 최고출력 (PS/rpm)    | 252/6,200                | 255/6,200                     |
| 최대토크 (kgf.m/rpm) | 36.0/1,400 ~ 4,000       | 36.0/1,400 ~ 4,000            |
| 연료탱크용량 (L)     | 60                       | 60                            |

## 2세대(RN2)
2025년에 출시되고, 기아 K8의 후속 차량이 쓰는 eM 플랫폼을 기반으로 개발된다.

## 비디오 게임에서의 등장
- 3D운전교실
- 빔엔지.드라이브

## 수상 내역
- 미국 카 앤 드라이버 <2025 에디터스 초이스 어워즈> - '콤팩트 럭셔리 세단' 부문

## 같이 보기
- 기아 스팅어